# The Strange Affair of Uncle Harry
The Strange Affair of Uncle Harry, també coneguda com Uncle Harry i The Zero Murder Case,és una pel·lícula de cinema negre estatunidenca del 1945 dirigida per Robert Siodmak i protagonitzada per George Sanders, Geraldine Fitzgerald i Ella Raines. Està basada en l'obra teatral Uncle Harry de Thomas Job, que es va representar per primera vegada el 1938.

## Argument
Harry Quincey és un solter amable de mitjana edat que treballa com a dissenyador en una fàbrica de teixits a la petita ciutat de Corinth de Nova Anglaterra. Els joves de la ciutat l'anomenen "Oncle Harry". Viu a la mansió de la família amb les seves dues germanes, la petita Lettie i la gran Hester. Lettie passa dies al llit, fingint nombroses dolències. Encara que els Quincey van ser una vegada rics i influents, els seus diners es van perdre a la Gran Depressió, i és l'ocupació d'en Harry la que garanteix els ingressos de la família.
Tot es veu interromput per l'arribada d'una nova dissenyadora al molí, Deborah, una jove elegant de Nova York. En Harry i la Deborah desenvolupen un interès l'un per l'altre, recolzats per Hester però observats amb sospita per la gelosa i dominant Lettie. Quan la Deborah li diu a Harry que farà un llarg viatge a Europa amb el seu patró Warren, finalment li declara el seu amor. Tenen previst casar-se i viure a la casa de la família, però això vol dir que les germanes troben una nova llar. Tot i que això no és un problema per a Hester, Lettie es resisteix, rebutjant totes les propostes de l'agent immobiliari local.
Després de diversos mesos de sabotejar els seus plans per Lettie, la Deborah convenç en Harry de fugir junts a Nova York i casar-se aquella nit. El seu pla es veu frustrat quan Lettie s'ensorra a l'església i és traslladada a l'hospital. La Deborah demana que en Harry triï entre la Lettie i ella, però en Harry insisteix que no pot deixar la seva germana mentre estigui malalta. La Deborah el deixa decebuda. Quan la Lettie enllitada va saber la notícia del matrimoni de Deborah i Warren unes setmanes més tard, es va recuperar ràpidament. Hester culpa obertament a la seva germana pel seu pla davant d'en Harry. Lettie explica que, als seus ulls, una dona jove com la Deborah no és l'opció correcta per a en Harry des del principi.
En Harry troba un verí a l'escriptori de Lettie que va comprar per alleujar el seu vell gos del seu dolor. Introdueix el verí a la xocolata calenta de Lettie, però les tasses es barregen i és Hester qui mor. La mestressa entra i, com que les germanes sempre discutien, suposa que Lettie va enverinar Hester. En Harry permet que l'acusació es mantingui i, després d'un judici, Lettie és condemnada a la forca. El Harry, afectat per la consciència, confessa al governador de la presó que va ser ell qui va enverinar la seva germana, però sense èxit: el governador assumeix que en Harry només està intentant salvar la seva germana. Durant l'última reunió dels germans, Lettie admet obertament que deixarà enrere en Harry amb la culpa de tota la vida sobre les seves espatlles.
En Harry es desperta, amb el verí a la mà, s'adona que la mort d'Hester i el judici de Lettie només havien estat un somni. La Deborah entra a l'habitació i diu que no va acabar amb el matrimoni amb Warren, ja que és en Harry a qui estima. En Harry i la Deborah decideixen marxar ràpidament cap a Nova York tal com havien planejat.

## Repartiment
- George Sanders com a Harry Melville Quincey
- Geraldine Fitzgerald com a Lettie Quincey
- Ella Raines com a Deborah Brown
- Sara Allgood com a Nona
- Moyna Macgill com a Hester Quincey
- Samuel S. Hinds com el Dr. Adams
- Harry von Zell com a Ben (com a Harry VonZell)
- Judy Clark com a Helen
- Coulter Irwin com a Biff Wagner (com a Coulter F. Irwin)
- Craig Reynolds com a John Warren

## Producció
Després de la seva col·laboració a Phantom Lady de 1944, el productor Joan Harrison va escollir l'obra teatral de Thomas Job Uncle Harry com a següent projecte amb el director Robert Siodmak. Uncle Harry havia vist una producció d'èxit de Broadway el 1942, que va tenir 430 funcions. El guió que Harrison i Siodmak van acordar produir contenia una història marc que mostrava a Harry, afectat per la consciència, incapaç d'afrontar la seva culpa per haver quedat impune pel seu crim, a l'estació de la ciutat a l'espera de ser enviat a una institució mental. Aquest final havia estat, amb algunes reserves, classificat com a acceptable pel censor Joseph Breen. El protagonista no portat davant la justícia seria rebutjat per la Production Code Association (PCA). (Adaptacions prèviament previstes per RKO i Twentieth Century Fox, que havia rebut les objeccions de Breen, no es van realitzar.)
Abans de l'estrena de la pel·lícula prevista per a l'agost de 1945, el director de producció d'Universal Studio, Martin Murphy, va insistir en retallar i afegir el "final dels somnis" per obtenir l'aprovació de la PCA. A la seva autobiografia, Siodmak va afirmar que després de repetides projeccions de prova, el seu tall original es va restablir, i que el final amb somni, tot i que un compromís inventat per apaivagar els censors, va ser la seva idea. Segons el biògraf de Siodmak, Joseph Greco, Siodmak es va negar a rodar el final forçat (segons ell, s'havien presentat cinc finals diferents a les projeccions de la prova), de manera que l'escena final va haver de ser rodada per un no acreditat Roy William Neill. La pel·lícula va funcionar malament a taquilla, i com a conseqüència de la conducta de l'estudi en l'assumpte, Joan Harrison va posar fi a la seva associació amb Universal i va produir la seva propera pel·lícula per a RKO. En anys posteriors , The Strange Affair of Uncle Harry també es va publicar en una versió de reedició molt editada titulada The Zero Murder Case.

## Recepció
A la seva crítica de 1945 New York Times, el crític Bosley Crowther va descriure la pel·lícula com "una successió monòtona d'episodis rutinaris" amb un "guió [que] és pictòricament tallat i assecat". Crowther també va assenyalar que "la direcció de Siodmak és curiosament lenta i rígida" i que "George Sanders està molt mal interpretat com el pusil·lànime assassí, sense donar ni una il·lusió de timidesa ni l'amenaça d'un temperament lleig."
En anys posteriors, els crítics van parlar més a favor de la pel·lícula. Glenn Erickson la va valorar com una "petita pel·lícula perfecta d'aquest tipus, amb actuacions impressionants i un tema intrigant", i Geoff Andrew (Time Out) va veure un "estudi psicològic impressionant en diverses formes d'obsessió" amb una actuació "excel·lent i inusualment commovedora" de Sanders.

### Àudio en línia
- 1952 'Adaptació de ràdio Best Play de l'obra original de 1952 a Internet Archive